# 波莫爾人
波莫爾人（俄语：помо́ры，拉丁化：Pomory；英語：Pomors）是居住在俄羅斯西北部白海沿岸地區的一支斯拉夫族群，字面意義為「住在海邊的」。波莫爾人可能是中世紀移居至此的俄羅斯人後裔，傳統上以狩獵、漁業為生，也經營俄國至挪威、英國之間的海上貿易；蘇聯時期因對外貿易受到限制，波莫爾人的活動逐漸沒落。現時波莫爾人究竟應劃分於俄羅斯人的一支，或是不同的斯拉夫族群，至今尚有爭議。 。

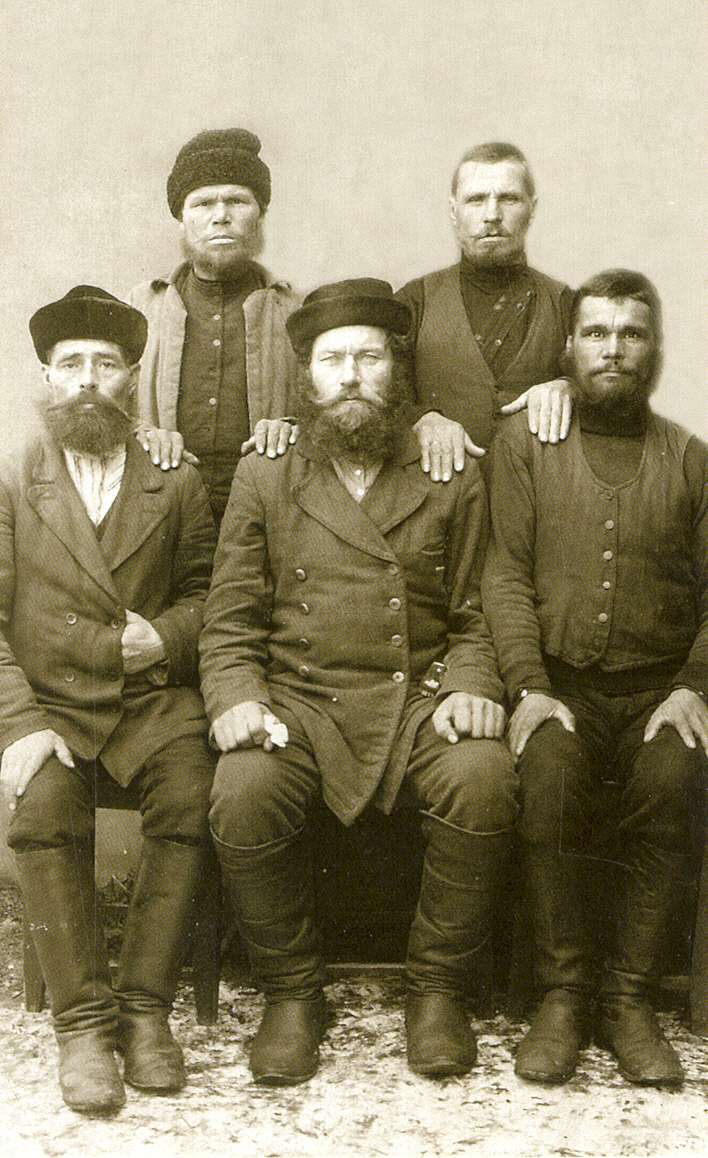
幾位波莫爾男性的合照，攝於俄國革命前。

## 歷史
大約在12世紀時，來自諾夫哥羅德的移民與商人便由北德維納河與奧涅加河進入白海，於維京傳說中的比亚马兰建立聚居地。在阿爾漢格爾斯克興起前，最大的波莫爾人城鎮是北德維納河下游的霍爾莫戈雷，其活動範圍遍及白海與巴倫支海，科拉半島與新地島都有他們的活動蹤跡。波莫爾人也開拓了北德維納河到西西伯利亞的航線，他們的平底船出現在亞馬爾半島，半島東岸的曼加澤亞是他們的重要貿易站；甚至有學者認為，波莫爾人的船隻早在16世紀就抵達了東西伯利亞的因迪吉爾卡河流域，還在當地建立了定居點。

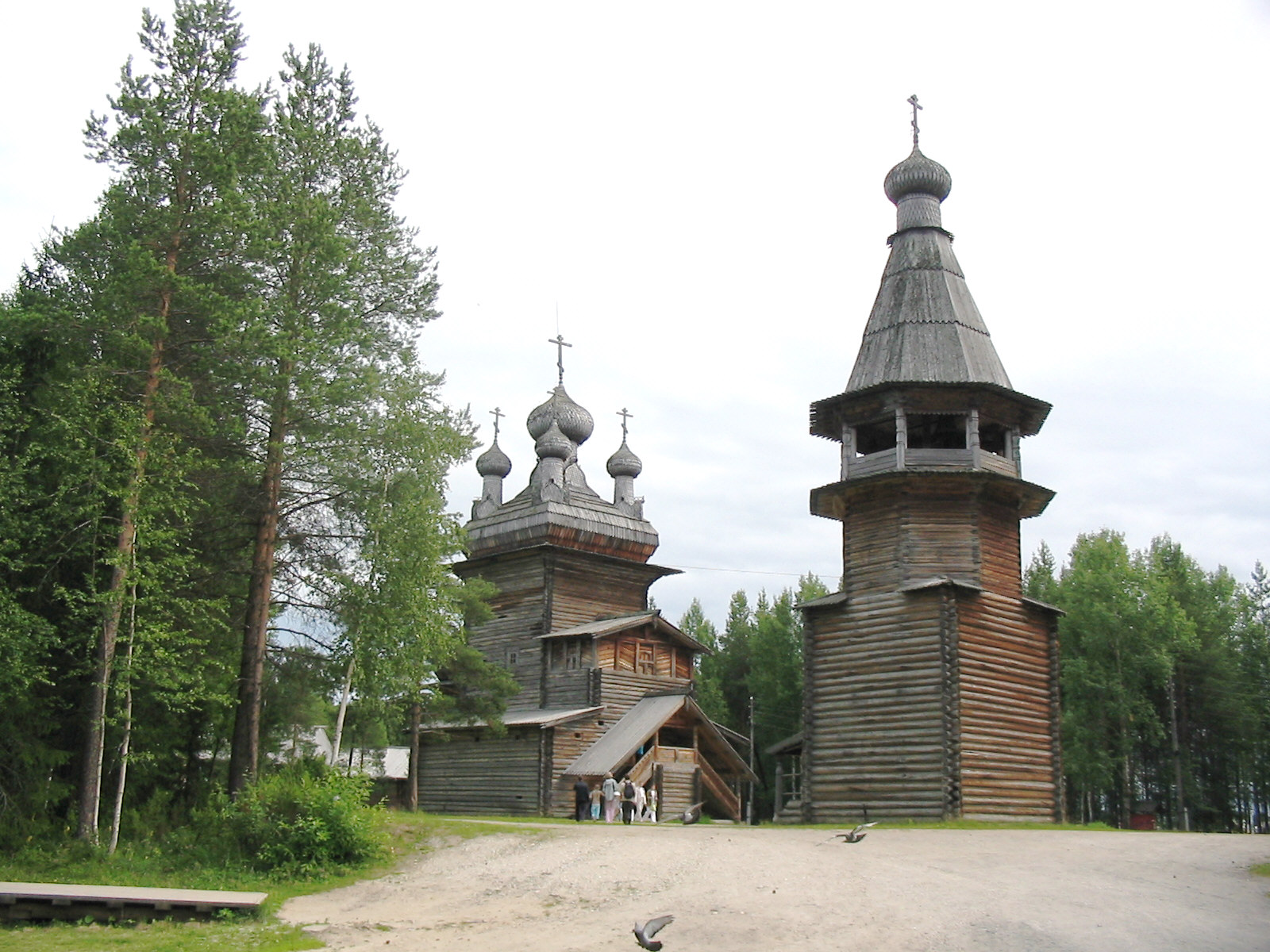
馬爾耶科雷利（Malye Korely），一座17世紀的波莫爾人村莊，位於阿爾漢格爾斯克以東28公里，北德維納河右岸。

波莫爾人的稱呼來自俄語的Поморской（Pomorskoy），字面意義為「海上的」，特指白海沿岸地區，其字根為Море（Morye），即「海」之意，且可追溯至古代印歐語的根源。波蘭與德國的波美拉尼亞（英語：Pomerania）也來自相同的語源。波莫爾人原指「住在海邊的人」，後延伸為整個族群的名稱，甚至也包括根本不住在海邊的居民；廣義的波莫爾地區可以包括整個歐俄北部，如現在的摩爾曼斯克州、阿爾漢格爾斯克州、沃洛格達州、卡累利阿共和國及科米共和國等地。
波莫爾人的營生方式以狩獵、捕魚為主，尤其是捕鯨；在苔原地區也會放牧馴鹿。他們與挪威北部的居民有密切的貿易關係，主要商品是漁獲與穀物，甚至還演化出了挪威俄語，一種介於俄語與挪威語之間的洋涇濱語，大約在1750年至1920年間存在於挪威北海岸，今已消亡。
波莫爾人的城鎮在15世紀之前被視為诺夫哥罗德大公国的殖民地，當諾夫哥羅德被莫斯科公國兼併後，波莫爾人也接受了莫斯科的統治。在17世紀時，波莫爾人大多是自由農，地主與農奴的數量不多。除了22個較大的村鎮外，東正教會與斯特羅加諾夫家族也在波莫爾地區擁有產業，他們雇用波莫爾人進行漁業、鹽業、礦業等，並建立了索利卡姆斯克、索利維切戈茨克、托季馬等一系列新城鎮。

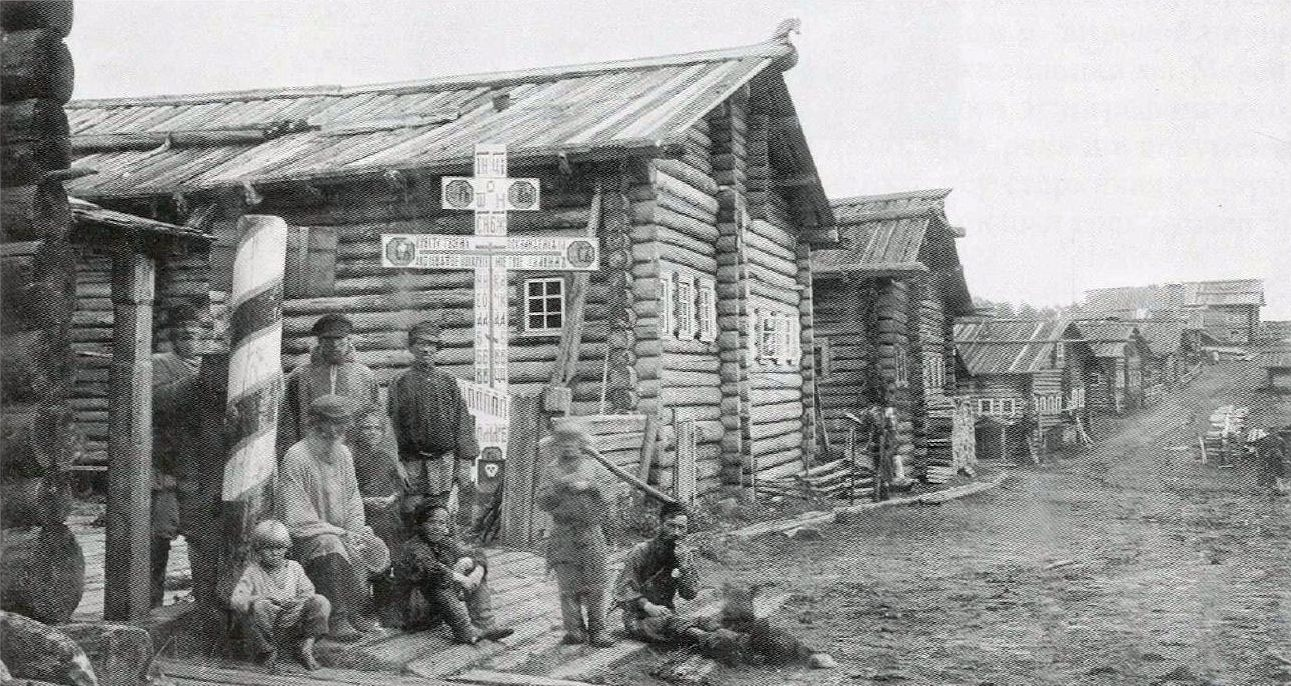
一座波莫爾人村莊，攝於20世紀初

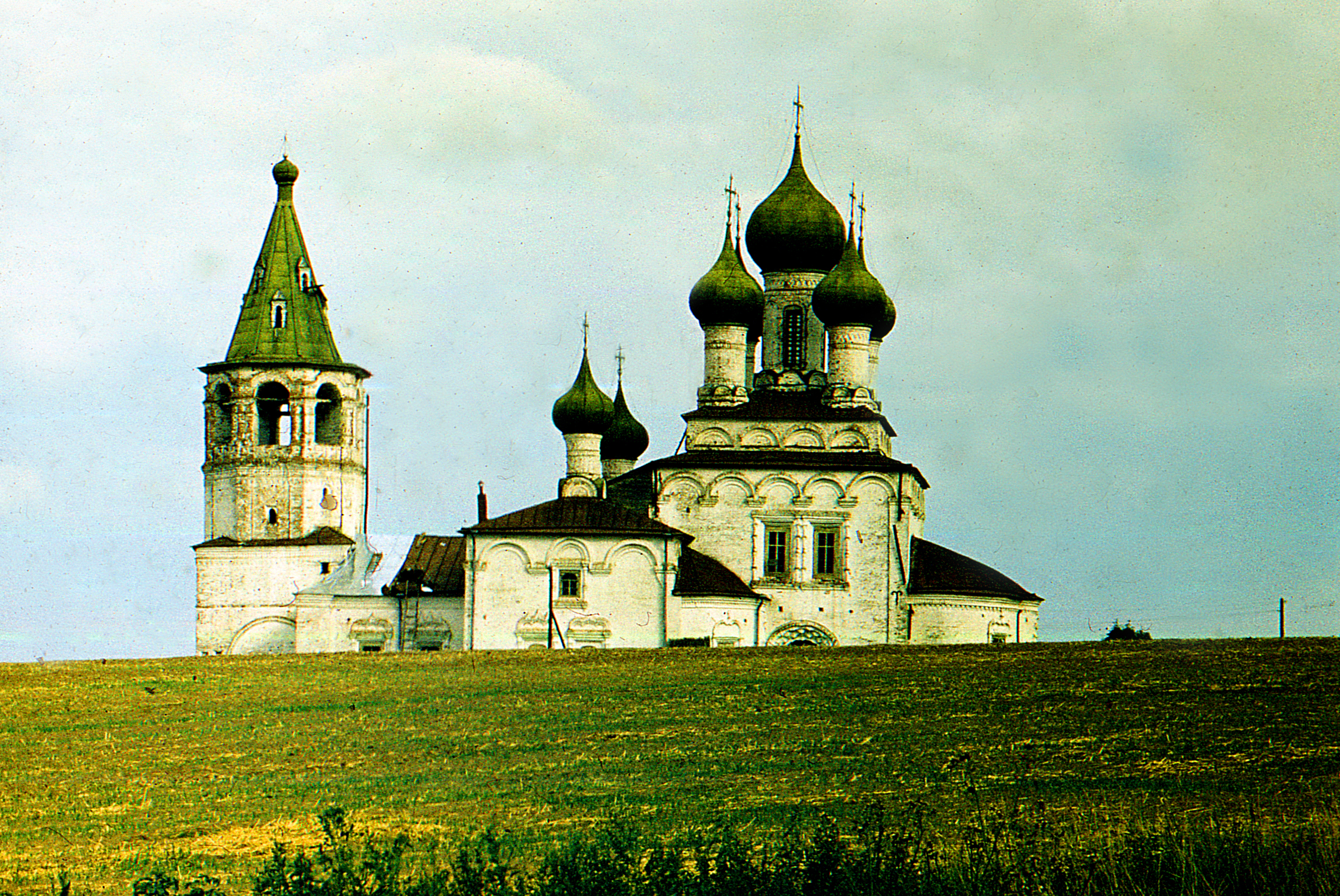
霍爾莫戈雷的一座17世紀波莫爾教堂

在當代，有些波莫爾人自認是獨立的民族，將波莫爾人地區稱為波莫里亞，但絕大多數的俄國人都將他們視為俄羅斯人的一支，尚未有任何主流研究將波莫爾人視為獨立民族。在俄國2002年的人口普查中，波莫爾人被劃為俄羅斯人下屬的族群，有6,571人登記為波莫爾人，大多數住在阿爾漢格爾斯克州（6,295人），一小部分在摩爾曼斯克州（127人）。波莫爾人主要信仰東正教，俄國革命前還有一些是舊禮儀派信徒。
阿爾漢格爾斯克州過去的三所大學中，有一座被命名為「州立波莫爾大學」，但已於2010年併入聯邦北極大學。而俄國近年亦有調整一級行政區的構想，其中阿爾漢格爾斯克州、摩爾曼斯克州、科米共和國、涅涅茨自治區可能會被合併，新的行政區有機會命名為「波莫爾邊疆區」（Pomor Krai）。此外，在俄國北方有一群舊禮儀派信徒被稱為Pomortsy，他們是17世紀搬遷至此的教徒，居住於卡累利阿及周邊地區，與波莫爾人是不同的概念。

## 著名人物
- 葉羅費·帕夫洛維奇·哈巴羅夫，1603-1671，俄國探險家，第一位抵達阿穆爾河流域的歐洲人。
- 西美昂·伊凡諾維奇·傑日涅夫，1605-1673，俄國探險家，第一位抵達白令海峽的歐洲人。
- 米哈伊爾·瓦西里耶維奇·斯塔杜欣，?-1666，俄國探險家，活躍於東西伯利亞與鄂霍茨克海。
- 米哈伊爾·瓦西里耶維奇·羅蒙諾索夫，1711-1765，俄國科學家，著名通才。
- 費多特·伊凡諾維奇·舒賓（英语：Fedot Shubin），1740-1805，俄國雕塑家。
- 波里斯·維克托羅維奇·舍爾金（英语：Boris Shergin），1896-1973，俄國民俗學家。